# Heinz Heigl
Heinz Heigl (26 novembre 1901 – Varsavia, 1942) è stato uno schermidore tedesco, vincitore di una medaglia di bronzo ai Campionati Internazionali di scherma.